# Хеніфіс (національний парк)
Хеніфіс (фр. Le Parc National Khenifiss) — національний парк на південному заході Марокко, розташований поблизу Ахфеніра на узбережжі Атлантичного океану в регіоні Лааюн-Сакія Ель-Хамра. Створений у 2006 році. Площа парку становить 1 850 квадратних кілометрів (710 миля2). Національний парк був створений для захисту пустелі, боліт і прибережних дюн.
Парк був спочатку створений як природний заповідник у 1960 році, а в 1980 році був класифікований як водно-болотне угіддя міжнародного значення. У 1983 р. заповідник перетворено на біологічний заказник постійного дії, а верес 26 січня 2006 року було створено національний парк. 
Парк розташований на узбережжі Атлантичного океану, на північ від кордону із Західною Сахарою, між містами Тан-Тан (північ) і Тарфая (південь). Через парк проходить Національний маршрут 1, який пролягає вздовж атлантичного узбережжя Марокко.
Парк включає прибережну частину, лагуну Хенфісс, найбільшу лагуну на узбережжі Марокко, і внутрішню частину, розташовану на пустельних плато. Лагуна також є важливим місцем гніздування птахів. У лагуні постійно мешкають руді огарі, вузькодзьобі чирянки, сіроногі мартини, а взимку сюди мігрує велика кількість видів. Щороку близько 20 000 птахів залишаються в районі лагуни в зимовий сезон.
Внутрішня частина включає сабхи і характерна для ландшафтів Сахари. Також включає піщані дюни та вапнякові плато.
Уряд оголосив про намір перетворити парк на головну туристичну визначну пам'ятку, що спеціалізується на екотуризмі. 

## Статус Всесвітньої спадщини
Цей об’єкт було додано до Попереднього списку всесвітньої спадщини ЮНЕСКО 10.12.1998 у природній категорії.